# Raimundo Soldado
Raimundo Teles Carvalho, mais conhecido como Raimundo Soldado (Santa Inês, 31 de agosto de 1946 — Timon, 17 de setembro de 2001)  foi um cantor e compositor brasileiro de música popular. Seu primeiro disco (Raimundo Soldado e o Conjunto Grupo de Ouro - Abraçando Você) alcançou relativo sucesso nos anos 80 com a faixa-título e também "Você gosta de mim" e "Não tem jeito que dê jeito". 
Raimundo Teles Carvalho nasceu na cidade de Santa Inês, no Maranhão, em 1946. Tornou-se conhecido como Raimundo Soldado devido ter servido ao exército, a exemplo de seu pai e de seus irmãos.
Inicialmente as suas músicas tinham temática romântica, com um estilo musical que assemelhava-se a uma junção do pop a estilos típicos dos estados do Maranhão e Pará, como o Carimbó. Os discos seguintes também sofreram influência do forró nordestino.
Lançou seis discos de vinil e os CDs Minha Santa Inês e Só as Antigas pela gravadora Copacabana. O CD Só as Antigas incluía versões com arranjos mais modernos para muitos de seus primeiros temas. A sua música Não Tem Jeito que Dê Jeito foi incluída na trilha sonora do filme At Play in the Fields of the Lord (Brincando nos Campos do Senhor), de Héctor Babenco (1991), do documentário Dim, de Nirton Venancio (2007)  e também teve uma versão gravada pelo cantor cearense Falcão. 
Raimundo Soldado morreu aos 55 anos em 17 de setembro de 2001, vítima de meningite, em Timon, no Maranhão.

## Discografia
- 1980 - Raimundo Soldado - Abraçando Você (EMI)
- 1981 - Raimundo Soldado - Conquistando o mundo (EMI)
- 1983 - Raimundo Soldado (EMI)
- 1987 - Raimundo Soldado (EMI)
- 2000 - Raimundo Soldado - Raízes do Nordeste (EMI)[2]